# Havhingsten fra Glendalough
Havhingsten fra Glendalough eller Havhingsten er en rekonstruktion af det længste af de vikingeskibe, der blev fundet i Roskilde Fjord i 1962 kaldet Skuldelevskibene. Skuldelevskibene viste sig at være fem skibsvrag fra vikingetiden, da Roskilde Undersøiske Forskningsgruppe med Åge Skjelborg i spidsen begyndte undersøgelsen af havbunden ud for Skuldelev. De fem vikingeskibe blev udgravet i 1962, konserveret og siden udstillet i Vikingeskibshallen i Roskilde. Havhingsten er rekonstrueret på baggrund af vraget Skuldelev 2.
Selve byggeriet begyndte i 2000 på bådværftet på Vikingeskibsmuseet i Roskilde efter en årrække med detaljeret planlægning og bygning af en model 1:10. I sensommeren 2004 var skibet klar til søsætning, og den 4. september 2004 blev det skubbet ud i museumshavnen. Kort før var skibet blevet døbt af Dronning Margrethe 2., som også deltog i dets første sejlads på Roskilde Fjord.

## Træningssejladser
Efter søsætningen etablerede Vikingeskibsmuseet en frivillig besætning. Den fik til opgave at teste skibet. Projektet blev beskrevet i en forskningsplan, som lagde rammerne for arbejdet med at afprøve skibet i tre dimensioner:
- Afprøvning af rekonstruktionen
- Afprøvning af skibets sejlegenskaber
- Undersøge organisation, logistik og funktioner om bord

Arbejdet indledtes umiddelbart efter søsætningen med sejladser på Roskilde Fjord i oktober 2004, og fortsatte med weekendsejladser i foråret 2005. Første egentlige togt var i roligt farvand på Isefjorden med Nykøbing Sjælland som base. I juli 2005 sejlede det ud hver morgen i 14 dage. Mod slutningen sejlede det ud på åbent hav med en tur til Hals og retur.
Fra 10. juli til 4. august 2006 var det på et vellykket togt i Skagerrak og lagde undervejs til ved bl.a. Læsø, Bassholmen (ved Lysekil i Sverige), Oslo, Tønsberg, Risør, Lyngør (Norge), Thyborøn, Løgstør og Orø.

## Forsøgsrejsen, Roskilde - Dublin 2007-08
Efter de første tre års vellykkede træningssejladser besluttede Vikingeskibsmuseets ledelse i efteråret 2006, at næste fase af projekt "Fuldblod på Havet" skulle gennemføres. Forsøgsrejsen til Dublin og retur skulle for alvor undersøge rekonstruktionens sejlegenskaber og organisationen om bord, i de farvande det oprindelige skib var bygget til. Der blev taget kontakt til det irske nationalmuseum, den danske ambassade i Dublin og det irske kulturministerium, og Vikingeskibsmuseet etablerede et projektsekretariat i november 2006.

### Udrejsen 2007
Under stor bevågenhed fra pressen og en tusindtallig skare, der var mødt op ved kajen i Roskilde Havn, blev Havhingsten søndag den 1. juli kl. 16.00 sendt af sted på sin rejse mod Dublin i Irland, hvor originalen blev bygget i 1042. En stor skare sejlskibe fulgte Havhingsten på vej de første par timer, hvorefter kursen gik mod nord. Det store marinarkæologiske projekt var for alvor i gang. Vinden kom ind fra syd, og Havhingsten blev på rekordtid blæst over Kattegat til Kristiansand i Norge. Det tog blot 34 timer, men det var en hård tørn for mandskabet, der var vådt og koldt ved ankomsten. Havhingsten havde undervejs sat hastighedsrekord på omkring 12 knob (ca. 20 km/timen) og havde klaret det hårde vejr uden de store problemer.
Efter et ophold på Bragdøya Kystkultursenter ved Kristianssand fortsatte sejladsen til Båly ved Spangereid. Her opholdt skib og besætning sig i 11 dage under ugunstige vind- og vejrforhold. Sejladsen fortsatte til Lista og til Egersund, hvor skib og besætning blev klar til at krydse Nordsøen.
Med en gunstig vejrmelding sejler Havhingsten fra Egersund klokken 00:15, den 16. juli 2007. Fra DMI ændres vejrmeldingen dramatisk i løbet af natten, og med udsigt til en vestlig kuling beslutter skipper Carsten Hvid at tage et slæb fra det medfølgende Følgeskib Cable One. Målet er at komme klar af den truende kuling, og klokken 11:30 næste dag sættes der sejl efter ca. 25 timers slæb. Kursen er sat mod Kirkwall på Orkneyøerne, hvortil skibet anløber klokken 02:30 den 18. juli. Sejladsen fortsætter til Loch Inver, Kyle Akin (Isle of Skye), Inverie, for anker i Loch Sunart og videre til øen Jura. Efter et kort ophold fortsætter skibet til Whiskeydestilleriet Lagavulin, hvor der gøres ophold i destilleriets egen havn. Med Lagavulin som udgangspunkt gennemfører besætningen de følgende dage en række ro- og sejlforsøg i farvandet syd for Islay, inden skibet endelig sætter kurs mod det Irske hav den 6. august. I North Channel bliver skibet fanget i en kuling med middelvind på 15-18 m/s og op til 26 m/s i stødene. Vinden og den hårde dønning belaster roret, og rorstroppen knækker. Efter reparationen fortsætter sejladsen med et minimum af sejlføring. Efter et par timers nervepirrende sejlads begynder vinden at lægge sig, og sejladsen kan fortsætte med moderat pres frem mod Peel på Isle of Man, hvor der pustes ud i et par dage.
Den 11. august klokken 03:00 ankommer Havhingsten til Port Oriel i Irland. For første gang i 1000 år er et vikingelangskib tilbage i Irland, og som morgenen gryr, kommer tusindvis af irere til den lille fiskerihavn for at se skibet og snakke med besætningen.
Skibet fortsætter mod Malahide for endelig at ankomme til Dublin den 14. august.
Skibet tilbagelagde 1196 sømil i løbet af 45 dage, de 243 timer til søs. En stor del af tiden tilbragtes i havn, enten for at hvile, til opvisning eller i venten på god vind; selv om et vikingeskib krydser udmærket, er sejlads mod en høj sø langsom og en stor belastning for fartøj og besætning. Middelfarten under hele rejsen (med undtagelse af et bugseringen) var 4,5 knob.
BBC's historieprogram Timewatch producerede en dokumentarfilm om ekspeditionen. Viasat History sender med jævne mellemrum en forkortet udgave af dokumentarfilmen under titlen "Vikingeskibets Hemmelighed". Desuden sejlede DR's journalist Asbjørn Date med fra Roskilde til Dublin, og producerede en række indslag til DR nyhederne.

### Hjemturen 2008
Havhingsten overvintrede i Collins Barracks, hvor op mod en million mennesker kom forbi og så skibet fra august '07 til skibet returnerede til Liffey i maj '08. Vikingeskibsmuseet i Roskilde viste en udstilling om skibet, eksperimentel arkæologi og vikingetid i bygningerne, som hører under National Museum of Ireland. Fra maj til den endelige afrejse blev skibet lagt i Dublin Port, hvor frivillige besætningsmedlemmer gjorde det klar til hjemturen.
29. juni 2008 lagde Havhingsten fra kaj og sejlede den korte tur til Howth. Med om bord var ud over den faste besætning en række af de faste samarbejdspartnere fra blandt andet Det irske kulturministerium (Department of Arts, Sport and Tourism) og den danske ambassade i Dublin.
Endnu en gang var skib og besætning henvist til at afvente bedre vind- og vejrforhold, og endelig, den 3. juli, gik det sydpå. I Wicklow samledes kræfter til at krydse det Keltiske Hav, og den 6. juli vinkede besætningen farvel til Irland og satte kursen sydpå mod Lands End og den Engelske Kanal. I det Keltiske hav møder skib og især besætning den hidtil hårdeste udfordring. En hård nord- og nordvestlig vind, nordgående strøm og kraftig dønning fra sydvest udsætter besætningen for den værst tænkelige påvirkning, og ca. halvdelen af de ombordværende er mere eller mindre søsyge. Enkelte i en grad at de flyttes til følgeskibet. Sejladsen slutter i Torquay i Sydengland, efter 56 timers sejlads. Undervejs er der blevet pumpet mange tusind liter vand ud af det åbne skib. I de 21 timer skibet var mest udsat, blev der pumpet 18.000 liter vand ud gennem 4 til 6 håndpumper.
I Torquey samles kræfterne igen, og sejladsen fortsætter til Portsmouth, videre til Ramsgate og op til Lowestoft. I 12 dage bor besætningen i klublokalerne i en fodboldklub, mens der ventes på en vind, der kan bringe skibet over Nordsøen. Om morgenen den 29. juli lægges kursen mod Den Helder i Holland, og efter et kort ophold fortsætter sejladsen op mod Thyborøn, som passeres tidligt formiddag, den 3. august. I Glyngøre gøres der ophold og byen byder skib og besætning velkommen hjem til Danmark med champagne og østers. Videre gennem Limfjorden til Hals, hvor der overnattes i sejlklubben. Afgang Hals den 5. august om formiddagen. God fart gennem Kattegat og knapt et døgn efter lægger skibet til ved Marinestation Kongsøre, hvor Frømandskorpset er hjemmehørende. Der sejles så tæt på den endelige destination, da skibet lægger sig i Gershøj, hvor der gøres klar til de sidste sømil. Den 9. august slutter rejsen, da Havhingsten klokken 14:02 sejler ind i havnen på Vikingeskibsmuseet.

### Besætningen
Fra søsætningen i 2004 til skibets hjemkomst i 2008 har besætningen primært bestået af frivillige. Kun nøglepersoner som skipper, enkelte styrmænd, bådebyggere og projektleder har under forsøgsrejsen været lønnet af Vikingeskibsmuseet.
I 2007 var der 61 og i 2008 60 besætningsmedlemmer om bord. På både ud- og hjemrejsen blev dele af besætningen skiftet ud, så nogle gjorde hele turen med, mens andre kun deltog i første eller anden halvdel.
I 2007 var der besætningsskifte halvvejs. Det foregik i Kile Akin på Isle of Skye. Her ankom ca. 20 besætningsmedlemmer og et tilsvarende antal afmønstrede. I 2008 foregik besætningsskiftet i Lowestoft, hvor ca. 16 besætningsmedlemmer byttede plads.
Undervejs var den yngste 16 år og den ældste 65. Ca 25 % af besætningen var kvinder, og der var i alt 11 nationaliteter med om bord: fra Sverige, Norge, Irland, England, Skotland, Tyskland, USA, Canada, Holland, New Zealand og Danmark.

## De følgende år 2009-15
Efter et par korte sejladser på Roskilde Fjord i 2009 blev skibet lagt på land. Vikingeskibsmuseet ønskede at bruge kræfterne på andre opgaver og håbede samtidig at kunne rejse midler til en egentlig udstillingsbygning til Havhingsten, som også kunne fungere som bådehus, så skibet stadig kunne bruges aktivt. I 2012 lægges skibet imidlertid tilbage i vandet og gennemfører en sejlads til Hedeby ved Slesvig, hvor den indgik i en festival med vikingetid og -skibe som tema. 
I Juli 2013 sejlede Havhingsten med i en 12-dages sejlads fra Roskilde til Korsør med en større flåde af rekonstruerede vikinge- og middelalderskibe. Flåden bestod udover Havhingsten af en rekonstruktion af Gedesbyskibet kaldet Agnete fra Middelaldercentret og Aslak fra Maritimt Forsøgscenter i Lyndby. Undervejs lagde skibene til på Orø, i Rørvig og Kalundborg.

### Et frivilligt bådelaug
Vikingeskibsmuseet etablerede i 2013 et frivilligt bådelaug, som har til opgave at bemande og sejle skibet i tæt samarbejde med Vikingeskibsmuseet.

## Galleri
- Havhingsten 2005
- Havhingsten ankommer til Dublin august 2007 ad floden Liffey gennem Dublin Docklands